# رالف چپمن (بازیکن فوتبال)
رالف چپمن (انگلیسی: Ralph Chapman; ۲۶ ژانویهٔ ۱۹۰۶ – مارس ۱۹۹۹ (aged 93)) بازیکن فوتبال اهل بریتانیا بود.
از باشگاه‌هایی که در آن بازی کرده‌است می‌توان به باشگاه فوتبال نلسون اشاره کرد.